# Korps Ems
Het Korps Ems (Duits: Generalkommando Ems) was een Duits legerkorps van de Wehrmacht tijdens de Tweede Wereldoorlog, genoemd naar de Eems. Het korps bestond kort en kwam in actie in Noord-Duitsland in april/mei 1945. 

## Krijgsgeschiedenis

### Oprichting en inzet
Het Korps Ems werd opgericht op 24 maart 1945 uit het stellv. Generalkommando X. Armeekorps.
Het korps vocht als deel van Armeegruppe Blumentritt in het gebied Eems – Wezer. Op 12 april beschikte het korps over de Divisie Nr. 480, Divisie z.b.V. 172 en de 2e Marine-Infanteriedivisie. Op 25 april was dit aangegroeid tot de 15e Pantsergrenadierdivisie, Divisie Nr. 480, Divisie z.b.V. 172, de 2e Marine-Infanteriedivisie en de Kampfkommandant Bremen.
Het Korps Ems capituleerde op 5 mei 1945 bij Wesermünde aan Britse troepen.

## Bovenliggende bevelslagen
| Leger                   | Legergroep  | Plaats/regio    | Begin         | Eind       |
| ----------------------- | ----------- | --------------- | ------------- | ---------- |
| Armeegruppe Blumentritt | OB Nordwest | Noord-Duitsland | 24 maart 1945 | 5 mei 1945 |

## Commandant
| Rang                   | Naam           | Begin         | Eind       |
| ---------------------- | -------------- | ------------- | ---------- |
| General der Infanterie | Siegfried Rasp | 24 maart 1945 | 5 mei 1945 |